# Happy Tree Friends
Happy Tree Friends är en tecknad kortfilmsserie, skapad av Rhode Montijo, Kenn Navarro, Warren Graff och Aubrey Ankrum för Mondo Media.

## Historik
Serien hade premiär 1999 på internet där den blev en oväntad succé med över 15 miljoner visningar i månaden. Den fick också uppmärksamhet genom att den från de kommande åren visades på flera filmfestivaler. Serien är tecknad i en väldigt gullig stil för att på så sätt påminna om barnprogram. I kontrast till det sockersöta utseendet är seriens innehåll mycket våldsamt och blodigt, men samtidigt humoristiskt. I alla avsnitt antingen dör någon av karaktärerna, skadas mycket svårt eller torteras. På grund av det våldsamma innehållet har Happy Tree Friends fått kritik och har bland annat blivit förbjudet i rysk TV. Avsnitten är mellan en och sju minuter och finns tillgängliga bland annat på Peacock, men har även visats i TV först år 2006. 
Serien innehåller över 20 karaktärer med människoliknande djur med olika personligheter som till exempel Lumpy, Toothy och Petunia.  Idén till serien kom då en av skaparna ritade upp en ljusgul kanin på ett papper och skrev "Motstånd är meningslöst" under. Kaninen kom att bli figuren Cuddles, som av många fans anses vara seriens egentliga huvudperson.

## Seriens utformning
Varje avsnitt börjar med att logotypen, avsnittets namn (som nästan alltid är en ordlek) och medverkande bläddras fram ungefär som i en barnbok, vilket bidrar ännu mer till barnprogramskänslan. Efter avsnittet rullar eftertexterna och en sensmoral, som oftast står i ganska skarp kontrast till vad karaktärerna råkar ut för.
Karaktärerna befinner sig oftast i vardagliga situationer som går ganska snett och trappas upp till våld, avsiktligt eller oavsiktligt. Är det någon som blir mördad med avsikt begås morden oftast med helt vanliga och normalt sett ofarliga föremål såsom sugrör eller ketchupflaskor.